# Beniamin (Sachnowski)
Beniamin, nazwisko świeckie Sachnowski (ur. 1693, zm. 17 marca?/28 marca 1743 w Woroneżu) – biskup Rosyjskiego Kościoła Prawosławnego.

## Życiorys
Jego pochodzenie nie jest jasne. Według jednej z wersji pochodził z rodziny kosowskich Serbów, a jego ojcem był serbski prawosławny protoprezbiter. Według drugiej wersji pochodził z Kosowa na Ukrainie zachodniej. W młodości przebywał na Wołoszczyźnie, gdzie nauczył się języka rumuńskiego i uczył się w szkołach katolickich. W tajemnicy przed rodziną uciekł do Rosji do metropolity woroneskiego Pachomiusza. Wieczyste śluby mnisze złożył 19 marca 1718, następnie został wyświęcony na hieromnicha, służył przez trzy lata w Woroneżu.
W 1721 został przeniesiony do Ławry Aleksandra Newskiego, zaś 23 lipca tego samego roku został hieromnichem floty - naczelnym kapelanem żołnierzy rosyjskich służących w jednostkach pływających Imperium Rosyjskiego. Już w styczniu roku następnego zwrócił się z prośbą o zwolnienie ze stanowiska i zgodę na wyjazd do monasteru Bisericăni, jednak nie otrzymał zgody. W 1725 był kapelanem fregaty „Amsterdam-Galej”. Jako kapelan wojskowy zaprzyjaźnił się z hieromnichem Rafałem (Zaborowskim), naczelnym kapelanem wojsk rosyjskich i przyjacielem Teofana (Prokopowicza). Dzięki tej znajomości w 1726 hieromnich Beniamin otrzymał godność archimandryty i przełożonym Monasteru Świętogórskiego w eparchii pskowskiej. W 1730 został przełożonym Monasteru Pskowsko-Pieczerskiego.
23 lipca 1731 został nominowany na biskupa kołomieńskiego i kaszyrskiego, przyjął chirotonię biskupią 25 lipca w soborze Zaśnięcia Matki Bożej na Kremlu moskiewskim. W tym samym roku założył szkołę przy rezydencji biskupiej w Kołomnie. W 1734 zajmował się śledztwem w sprawie mnichów monasteru Zaśnięcia Matki Bożej w Sarowie. Zasiadał w kancelarii eparchii moskiewskiej.
W 1739 został przeniesiony na katedrę wiacką. Nominację tę potraktował jako zesłanie na mniej prestiżowe stanowisko. Zaangażował się w prowadzenie działalności misyjnej, przeprowadzał masowe chrzty wśród ludności wyznającej islam oraz kulty pogańskie, twierdził, iż doprowadził do przyjęcia chrześcijaństwa przez 20 tys. osób. Opowiadał się za przesiedlaniem nowo chrzczonej ludności wotiackiej, by chrześcijanie nie przebywali na terenach zdominowanych przez inne wyznania. W 1742 przybył do Moskwy, by wziąć udział w koronacji carycy Elżbiety.
Po wielokrotnych prośbach o przeniesienie na inną katedrę w 1742 został mianowany biskupem woroneskim i borysoglebskim. W nowej eparchii utworzył szkołę słowiańsko-łacińską przy Monasterze Diwnogorskim. Zmarł rok później i został pochowany w soborze Zwiastowania w Woroneżu. W testamencie przekazał znaczne sumy nowo chrzczonej ludności pochodzącej z eparchii wiackiej.